# Обр
Обр (фр. Aubres) насеље је и општина у источној Француској у региону Рона-Алпи, у департману Дром која припада префектури Нион.
По подацима из 2011. године у општини је живело 423 становника, а густина насељености је износила 20,87 становника/km². Општина се простире на површини од 20,27 km². Налази се на средњој надморској висини од 239 метара (максималној 1217 m, а минималној 270 m).

## Демографија
| 1962. | 1968. | 1975. | 1982. | 1990. | 1999. | 2011. |
| ----- | ----- | ----- | ----- | ----- | ----- | ----- |
| 153   | 162   | 207   | 249   | 283   | 349   | 423   |

График промене броја становника у току последњих година